# Hyundai Solaris
Hyundai Solaris — субкомпактный автомобиль южнокорейской компании Hyundai Motors. Автомобиль представляет собой локализованную версию автомобиля Hyundai Accent, адаптированную для эксплуатации в российских условиях.

## Появление
О планах компании Hyundai наладить выпуск в России локализованной версии автомобиля Hyundai Verna (под которым Hyundai Accent производится в Китае) на заводе в Санкт-Петербурге стало известно в мае 2010 года. Прототип модели был представлен незадолго до Московского международного автосалона (ММАС) в конце июля 2010 года. Сам автомобиль представлен 21 сентября 2010 года, тогда же стало известно российское название модели — Solaris. Серийное производство было начато в январе 2011 года, а первые автомобили поступили в продажу в начале февраля того же года. Среди автомобилей B-класса, присутствовавших в то время на рынке, заметными конкурентами для Hyundai Solaris стали Volkswagen Polo и Renault Logan/Sandero. Для исключения конкуренции между моделями, предназначенными внутри модельной линейки Hyundai для одной рыночной ниши, продажи автомобилей Hyundai Getz и Hyundai i20 в России были прекращены в течение 2010 года.

## Первое поколение
Первый серийный автомобиль Hyundai Solaris в кузове седан сошёл с конвейера 17 января 2011 года. Производство автомобилей в кузове хетчбэк было освоено в мае 2011 года.
Автомобили первого поколения оснащались рядными 4-цилиндровыми 16-клапанными двигателями серии Gamma объёмом 1,4 л (модель G4FA) и 1,6 л (G4FC), которые оборудовались системой изменения фаз газораспределения (англ. CVVT). Двигатель объёмом 1,4 л (G4FA) развивает мощность 107 л. с. при 6300 мин−1 и крутящий момент 135 Н·м при 5000 мин−1, тогда как двигатель объёмом 1,6 л (G4FC) развивает мощность 123 л. с. при 6300 мин−1 и крутящий момент 155 Н·м при 4200 мин−1. Автомобили, укомплектованные двигателями объёмом 1,6 л, пользовались значительным спросом, в результате чего доля автомобилей с двигателями объёмом 1,4 л составила примерно треть на рынке подержанных автомобилей по состоянию на 2017 г.
На автомобиль устанавливались 5-ст. механические и 4-ст. автоматические КПП. Автоматические 4-ст. коробки передач типа A4CF1 представляют собой видоизменённый вариант КПП модели F4A41 разработки Mitsubishi Motors и, в целом, надёжны. Основным недостатком АКПП является архаичность конструкции, из-за чего в её работе могут присутствовать толчки и задержки при смене передач. Механические 5-ст. КПП типа M5CF1 относительно надёжны при совмещении с двигателем объёмом 1,4 л. Однако для работы в сочетании с двигателем объёмом 1,6 л данной КПП не хватает запаса прочности, что может приводить к отказам.
Автомобили выпускались с независимой передней подвеской типа «макферсон» и полузависимой пружинной задней. Ввиду недостаточной жёсткости устанавливаемых в заднюю подвеску амортизаторов и пружин на скоростях более 120 км/ч, особенно при наличии неровностей на дороге, задняя ось автомобиля теряла устойчивость, что могло приводить с значительным боковым сносам. Также отмечался «эффект раскачки» задней оси при движении по плохой дороге. Ввиду этого журнал «За рулём» рекомендовал при вождении Hyundai Solaris придерживаться небольших скоростей, а компании Hyundai — устранить проблему в скорейшие сроки. Из-за опасной нестабильности автомобиля на дороге компания Hyundai трижды проводила модернизацию задней подвески. В результате этих модернизаций устойчивость автомобиля была значительно повышена, а «эффект раскачки» на плохой дороге — снижен. При этом компании удалось сохранить достаточный уровень комфорта автомобиля, несмотря на увеличившуюся в целом жёсткость подвески.
Автомобиль предлагался с пятью уровнями комплектации. Они различались по типам двигателей, коробок передач, вспомогательного оборудования. Предлагались следующие комплектации:
- Base: базовый уровень комплектации. На такой автомобиль мог устанавливаться только двигатель объёмом 1,4 л (G4FA), механическая КПП, единственная подушка безопасности водителя, 15-дюймовые стальные колёсные диски. На автомобили с уровнем комплектации Base не устанавливалась антиблокировочная система и иные, не упомянутые, системы обеспечения безопасности.
- Classic. На автомобили на этом уровне относительно Base могли устанавливаться двигатели и коробки передач в любом сочетании. Также устанавливалась подушка безопасности переднего пассажира, вместо барабанных тормозов на задней оси устанавливались дисковые, антиблокировочная система, аварийный режим работы стоп-сигналов.
- Optima: средний уровень комплектации. В этом уровне комплектации на автомобили уставаливалось, помимо входящего в уровень Classic: электрический подогрев передних сидений и зеркал заднего вида, ветрового стека в зоне покоя стеклоочистителей, кондиционер.
- Comfort: Помимо оборудования, предусмотренного на уровне Optima у этих автомобилей ручки дверей и внешние зеркала окрашивались в цвет кузова, вместо обычного ключа поставлялся складной, устанавливались противотуманные фары спереди, аудиосистема с 6 динамиками и поддержкой разъёмов USB и AUX, форматов MP3 и RDS, руль со встроенным управлением аудиосистемой, приборная панель типа Supervision, обшивка на крышке багажника.
- Family: максимальный уровень комплектации. В дополнение к оборудованию, входящему в уровень Comfort, устанавливались 16-дюймовые колёсные диски из лёгкого сплава (в том числе запасное колесо), 6 подушек безопасности, электронный контроль устойчивости, система бесключевого доступа с ключ-картой и кнопкой запуска двигателя, климат-контроль, кожаная отделка рычага переключения коробки передач и руля, поддержка Bluetooth.

### Безопасность
Hyundai Solaris не проходил независимых краш-тестов по методике организаций, специализирующихся на оценке безопасности автомобилей. Однако автомобиль прошёл два краш-теста по методике журнала «Авторевю» и один по заказу компании Hyundai.
В результате первого краш-теста по методике «Авторевю» автомобиль получил 13,2 балла из 16 возможных, что соответствовало обобщённой оценке в 4 «звезды» из 4 возможных. Однако после анализа фактического материала (изучения записи со скоростных видеокамер) было обнаружено отклонение от методики: скорость автомобиля в момент удара составила 61,5±0,5 км/ч при требуемых 64±1 км/ч. Таким образом, результаты эксперимента являются непригодными для сравнения с результатами испытаний других автомобилей.
Ввиду этого журнал «Авторевю» провёл повторные испытания на чешской площадке компании TÜV SÜD, специализирующейся на техническом надзоре. В ходе повторного краш-теста требуемая по методике скорость была достигнута. В этот раз автомобиль себя показал существенно хуже по всем контролируемым параметрам, сумев набрать в общей сложности 8,5 баллов или 2 «звезды» из 4. Результаты повторного испытания используются журналом для составления рейтинга безопасности автомобилей.
| ARCAP                                           |           |  |  |
|                                                 |           |  |  |
|                                                 | 8,5 из 16 |  |  |
| Протестированная модель: Hyundai Solaris (2011) |           |  |  |

В ответ на это компания Hyundai заказала на собственные средства проведение ещё одного тестирования на площадке Дмитровского полигона, где характер повреждений автомобиля в целом соответствовал результатам повторного краш-теста «Авторевю», однако в этом тестировании Hyundai Solaris показал существенно лучший результат, составивший 12,3 балла.
Тем не менее, независимые краш-тесты проходили аналогичные автомобили, представленные на других рынках под другими названиями:
- Австралия: Hyundai Accent 2011 года выпуска. Автомобиль получил 5 «звёзд» из 5 возможных, набрав 35,66 балла из 37 возможных.[18]

| ANCAP                                          |                    |       |
| · 35,66 · общий рейтинг                        |                    |       |
| Рейтинги                                       | Фронтальный удар   | 14,66 |
| Рейтинги                                       | Боковой удар       | 16    |
| Рейтинги                                       | Столб              | 2     |
| Рейтинги                                       | Ремни безопасности | 3     |
| Протестированная модель: Hyundai Accent (2011) |                    |       |

- Китай: Hyundai Verna 2011 года выпуска. Автомобиль получил 5 «звёзд» из 5 возможных, набрав 47 баллов.[20]
- США: Hyundai Accent 2012—2016 годов выпуска. В ходе пяти краш-тестов автомобиль каждый раз набирал 4 «звезды» из 5 возможных.[21][22][23][24][25]

### Оценки
В целом первое поколение автомобилей Hyundai Solaris получило положительные оценки. Издания «Итоги», «За рулём», «Авто@Mail.ru» и «Авторевю» единодушно отметили современный внешний дизайн, добротный вид интерьеров, несмотря на применение недорогих материалов, а также широкие диапазоны регулировок сиденья, руля и положения ремня безопасности. Также в изданиях отметили неплохую управляемость и высокую энергоёмкость подвески, что важно для езды по дорогам плохого качества. В число плюсов также издания отнесли широкий спектр комплектаций, благодаря чему покупатель имел возможность подобрать автомобиль для его нужд, не переплачивая за «лишнее» оборудование.
Помимо этого, журналисты «Итогов» отметили отсутствие продольной регулировки руля, а также недостаточную длину подушки заднего сиденья. Производительность насоса гидроусилителя руля при интенсивном рулении издание оценивает как не вполне достаточную: в подобных условиях руль иногда подклинивает. Управляемость автомобиля достаточно «правильная», однако это приводит к снижению плавности хода — машину трясёт на неровностях. Работу автоматической коробки передач Hyundai Solaris издание похвалило за уверенный и плавный разгон, отметив, однако, недостаточно быстрое переключение на пониженную передачу. Подводя итог, издание отметило, что «Solaris явно хотели сделать лучшим в своём классе». Тем не менее, при сравнении автомобиль может немного проиграть по отдельным критериям, но «при этом по тяговооружённости он превзойдёт соперников».
Журналисты «За рулём» высоко оценили качество изготовления автомобиля и, в частности, «безукоризненную» подгонку панелей интерьера. Оценивая заднее сиденье, издание замечает, что для трёх пассажиров места на нём недостаточно, тем не менее у пассажиров среднего роста будет небольшое свободное пространство в коленях и над головой. Ещё одним плюсом автомобиля, по мнению издания, является значительный объём багажника. Однако, у крышки багажного отделения имеется недостаток, поскольку из-за большого размера дуг петель уменьшается полезный объём. Как недостаток отмечается узкий проём багажника. В издании похвалили хорошую разгонную динамику, которая особенно хороша на автомобилях с механической коробкой передач, однако ход педали сцепления журналисту показался великоват. Также к достоинствам в издании причислили хорошую управляемость, бесшумную работу подвески и её достаточную энергоёмкость. В целом, издание приходит к следующему выводу: «Новый бестселлер? Вне всякого сомнения — да.»
В «Авто@Mail.ru» отметили хорошее оснащение в максимальной комплектации автомобиля, которое «даже избыточно». Несмотря на недорогие материалы и жёсткие пластиковые панели, дизайн интерьера в целом произвёл приятное впечатление на журналиста. Положительно издание характеризует диапазон регулировок сиденья и руля по высоте, однако при этом отмечены недостатки в виде отсутствия продольной регулировки руля и регулировки в поясничной области сиденья. Также положительно отмечена комбинация приборов Supervision, однако подсветка приборов на центральной части панели ярко-синего цвета вызвала у журналиста значительное раздражение. При регулировке с понижением яркости экраны существенно теряют в контрастности вплоть до того, что «становятся „слепыми“». С положительной стороны издание характеризует двигатель, который даже в сочетании с автоматической коробкой передач обеспечивает автомобилю хорошую динамику. К недостаткам в издании отнесли недоработки задней подвески на автомобилях первых месяцев выпуска, которые ко времени написания рецензии были успешно устранены.
Издание «Авторевю» провело сравнение Hyundai Solaris, Volkswagen Polo Sedan, Renault Logan и Fiat Linea. У Solaris отмечено хорошее оснащение автомобиля, наличие антикоррозионной обработки, нанесённой в заводских условиях. Отмечаются регулировки сиденья, подходящие для водителя любой комплекции, однако форма сидения вызвала нарекания из-за ощущения впадины в поясничной зоне. Издание отмечает недостатки сборки: регулировка высоты ремня безопасности может заедать, на имевшемся в распоряжении автомобиле был неровно установлен капот, а также неправильно прилегал к кузову задний бампер. С технической стороны издание отмечает недостаточно чёткую работу сцепления, а также близость 1-й и 3-й передачи при механической КПП, что может приводить к выбору неправильной передачи. При этом двигатель характеризуется положительно. Издание отметило склонность задней подвески автомобиля к «раскачке» и «повиливанию» из стороны в сторону при езде по дороге с неровностями. Клиренс пустого Solaris, согласно замерам издания, составляет 152 мм, который с полной нагрузкой уменьшается до 122 мм, что недостаточно. Отмечается, что с полной загрузкой часто происходят «пробои» подвески. Однако в целом подвеска автомобиля настроена на комфорт при проезде мелких неровностей и острых стыков. Отмечена лучшая шумоизоляция среди четырёх испытанных автомобилей. На заднем сидении из-за покатой линии крыши может быть некомфортно высоким пассажирам. Лучшей из испытанных является настройка тормозной системы. В целом издание выделят Hyundai Solaris и Volkswagen Polo среди данных автомобилей, отмечая, что «Polo и Solaris — автомобили более современные. И одинаково хорошие: паритет по сумме экспертных баллов!»

### Рестайлинг
В 2014 г. был произведён рестайлинг автомобиля. Обновлённая версия автомобиля стала доступной в июне того же года. У автомобиля изменился дизайн передней и задней частей, интерьера, произошли изменения в технической части, а также были пересмотрены комплектации и их состав.
На автомобили с двигателем объёмом 1,6 л вместо 4-ст. АКПП и 5-ст. МКПП устанавливались 6-ст. АКПП и 6-ст. МКПП. Автоматическая КПП модели A6GF1 работает быстрее модели A4CF1, устанавливавшейся ранее, однако требовательна к чистоте смазочного материала и восприимчива к перегреву, что обуславливает необходимость регулярных ревизий состояния агрегата. Использование на обновлённой версии автомобиля механической коробки передач модели M6CF1 в целом решило проблемы с надёжностью ранее устанавливавшегося агрегата M5CF1, за исключением недолговечности выжимного подшипника и периодически требуемой регулировки привода механизма выбора передач.
В ходе рестайлинга автомобиль получил ряд нового оборудования: дневные ходовые огни, светодиодные задние фонари, регулировка руля по вылету, обогрев лобового стекла, а также стали доступны новые цвета окраски кузова (синий, коричневый, оранжевый цвета типа «перламутр», а также бежевый типа «металлик»). По мнению журналиста издания «За рулём», несмотря на незначительный характер изменений, этого достаточно для «лидера сегмента».

В интерьере изменена подсветка экранов приборов на центральной панели (замена яркого синего фона на тёмный контрастный), клавиши управления сотовым телефоном на руле, увеличены пиктограммы на дисплее маршрутного компьютера, в обшивках дверей встроены карманы для бутылок, также дополнительно эти панели могут иметь отделку из кожезаменителя. В «За рулём» считают, что эти изменения «не бросаются в глаза», но создают впечатление, что рестайлинг проводился «с любовью и заботой» о пользователе.
- Solaris 1 рестайлинг седан вид спереди
- Solaris 1 рестайлинг седан вид сзади

## Второе поколение
Разработка нового поколения Hyundai Solaris началась в 2014 г. Руководил разработкой главный специалист Hyundai Motor по дизайну Петер Шрайер. Ресурсные испытания прототип автомобиля проходил в течение 2015 г., которое было организовано на автомобильных дорогах вокруг Ладожского озера. Программа испытаний включала достижение пробега в 1 млн км, что происходило на дорогах во всех климатических зонах от Мурманска до Сочи. Также были проведены испытания в лабораториях НАМИ. В 2016 г. на заводе в Санкт-Петербурге были произведены опытные партии автомобилей. Серийное производство запущено в начале февраля 2017. Поставки автомобилей в точки продажи начались в конце февраля 2017 г.
Автомобили 2-го поколения комплектуются только 6-ст. коробками передач, при этом сами агрегаты подверглись модернизации в небольшом объёме.
В новом поколении Hyundai Solaris вместо двигателя объёмом 1,4 л серии Gamma (G4FA) устанавливается новый двигатель того же объёма серии Kappa (рус. Каппа) модели G4LC. Данный двигатель получил положительные отзывы и характеризуется в сочетании с механической КПП как вполне подходящий не только для движения в городских условиях, но для «быстрого обгона» на шоссе. При этом в журнале «За рулём» сравнивают впечатления от данного двигателя с двигателем базовой комплектации Renault Logan первого поколения или двигателем мощностью 87 л. с. автомобиля Lada Granta следующим образом: «такие же прыткие машины». Издание «Авторевю» называет этот двигатель «настоящим живчиком». В Motor.ru отмечают, что, хоть с этим двигателем автомобиль вполне подойдёт для «нормального водителя», однако в некоторых он ситуациях может вызывать раздражение из-за нехватки мощности. Издание Авто@Mail.ru констатирует, что в городских условиях с этим двигателем легко начинать движение, отмечает хорошую эластичность двигателя и хороший «подхват» на 4500 мин−1, рекомендуя «смело соглашаться» на этот двигатель при выборе автомобиля с механической коробкой передач.
Двигатель объёмом 1,6 л представляет собой модернизированную версию устанавливавшегося в предыдущем поколении двигателя модели G4FC. В новом двигателе (G4FG) устанавливаются другие поршни, система изменения фаз газораспределения устанавливается на оба распределительных вала, ввиду чего модификации подверглись элементы привода газораспределительного механизма, а также впускной тракт теперь переменной длины. Мощность двигателя от этого не изменилась и составляет 123 л. с., которой достаточно для автомобиля. В издании «Авто@Mail.ru» отметили плавную работу автоматической коробки передач, а также настройку педали газа, при которой реакция автомобиля на резкие изменения положения педали сглаженная, что может быть полезно в городской эксплуатации и при парковке, однако у двигателя значительная шумность при работе в зоне высоких оборотов. По мнению Motor.ru, «особо требовательные» могут испытывать недостаток тяги на низких оборотах, тогда как в «адекватном» диапазоне от 2500 до 4500 мин−1 «мотор тянет как надо», не издавая повышенного шума.
Управление и подвеска второго поколения автомобиля удостоились высоких оценок. Журналисты отмечают, что автомобиль хорошо стоит на прямой, «приятно» проходит повороты, при этом хорошо справляется с дорожными неровностям и преодолением трамвайного рельсового пути. Hyundai Solaris приспособлен для российских дорог, сохраняя управляемость даже в условиях сильных ударов по подвеске. При этом на автомобилях с двигателем 1,4 л отмечена более жёсткая подвеска и менее чёткое нейтральное положение руля, а в варианте с установленными колёсами 16-дюймовой размерности автомобиль становится «грубее на неровностях». Плавность хода автомобиля в этом поколении возросла. Обратная связь на руле присутствует на любых скоростях, при этом не создаётся ощущения излишнего сопротивления рулевого механизма.
Автомобиль поставляется в четырёх уровнях комплектации:
- Active: Автомобили в этой комплектации могут оснащаться только двигателем объёмом 1,4 л с механической коробкой передач. Состав оборудования: подушки безопасности водителя и пассажира, антиблокировочная система, электрические стеклоподъёмники передних стёкол, электронный контроль устойчивости, регулировка водительского сиденья по высоте, регулировка ремней безопасности и положения руля, подготовка для установки аудиосистемы, 15-дюймовые стальные колёсные диски, дверные ручки и корпуса внешних зеркал окрашены в цвет кузова.
- Active Plus: Начиная с данной комплектации доступно любое сочетание двигателя и коробки передач. В дополнение к оборудованию для версии Active устанавливаются кондиционер, подогрев передних сидений, внешние зеркала с электроприводом и обогревом, аудиосистема с разъёмами USB и AUX.
- Comfort: имеется все оборудование версии Active Plus, а также электрические стеклоподъёмники задних стёкол, Bluetooth с функцией «громкая связь», комбинация приборов типа Supervision, кожаная отделка рулевого колеса с регулировкой положения и вылета. В качестве дополнительного оборудования для этой комплектации предлагаются: климат-контроль, задние датчики парковки, шесть подушек безопасности. Дополнительное оборудования только для автомобилей с двигателем 1,6 л: задние дисковые тормоза, обогрев ветрового стекла, противотуманные фары, фары головного света проекционного типа.
- Elegance: Автомобили в данной версии поставляются только с двигателем объёмом 1,6 л. На автомобили устанавливается все стандартное оборудование версии Comfort а также климат-контроль, мультимедиа-систему с навигационной функцией, датчик освещения, задние датчики парковки, 15-дюймовые колёсные диски из лёгкого сплава, фары головного света проекционного типа, противотуманные фары, задние дисковые тормоза. В качестве дополнительного оборудования предлагаются 16-дюймовые колёсные диски из лёгкого сплава, светодиодные задние фонари, видеокамеру заднего вида, обогрев задних сидений, систему доступа без ключа, систему запуска двигателя с помощью кнопки, шесть подушек безопасности, обогрев ветрового стекла, обогрев распылителей омывателя ветрового стекла.

### Безопасность
Автомобиль Hyundai Solaris 2-го поколения, как и первого, не проходил независимых исследований безопасности по методикам организаций, специализирующихся на оценке безопасности автомобилей. Тем не менее, журнал Авторевю провёл краш-тест автомобиля по собственной методике ARCAP. По результатам испытания автомобиль впервые получил максимально возможную оценку в 16 баллов (или 4 «звезды») за все время проведения испытаний по методике журнала. Единственный параметр, не соответствующий критерию «зелёной зоны» (то есть максимальной безопасности), был зафиксирован для правой голени водителя, тогда как все остальные контролируемые параметры не превзошли критериев для соответствующих «зелёных зон».
| ARCAP                                           |          |  |  |
|                                                 |          |  |  |
|                                                 | 16 из 16 |  |  |
| Протестированная модель: Hyundai Solaris (2017) |          |  |  |

### Оценки
Второе поколение автомобиля Hyundai Solaris получило в целом положительные оценки от изданий «За рулём», «Авторевю», «Авто@Mail.ru», Motor.ru. Критики отметили то, что автомобиль стал лучше практически по всем параметрам, особенно отмечая отсутствие в модельной гамме 5-ст. механической и устаревшей 4-ст автоматической коробок передач. С положительной стороны были отмечены изменения в подвеске автомобиля, улучшение управляемости и новый двигатель объёмом 1,4 л. К слабым сторонам модели большинство критиков отнесло плохую шумоизоляцию салона автомобиля, а также высокую шумность двигателя объёмом 1,6 л при работе в зоне высоких оборотов.
Издание «За рулём» отмечает подход к наполнению разных уровней комплектации: даже в минимальной комплектации Active автомобиль имеет, например, электронный контроль устойчивости. С другой стороны, наиболее полная комплектация Elegance предлагает настолько широкий спектр оборудования, что «может поставить крест» на популярности автомобилей C-класса в кузове седан. Сравнивая Solaris с автомобилем Hyundai Elantra, журналист издания делает вывод о том, что все преимущества Elantra сводятся к «чуть большему простору на заднем ряду».
В журнале «Авторевю» отмечают худшую шумоизоляцию салона по сравнению с автомобилями предыдущего поколения. Не понравилось журналисту издания и качество работы «обычного аудиомодуля». Для городской эксплуатации новый двигатель объёмом 1,4 л журналисту показался удобнее, чем двигатель объёмом 1,6 л, поскольку он «сразу отзывается» на нажатия педали акселератора. Про обгонах на шоссе система изменения фаз газораспределения срабатывает при достижении двигателем 4500 мин−1, что выражается в «приятном подхвате». В издании высоко оценили подвеску и управляемость автомобиля, называя их «подозрительно крутыми». В целом, сравнивая Solaris 2-го поколения с Lada Vesta, в издании говорят о том, что эти автомобили достойны друг друга и рекомендуют склонить выбор в сторону Solaris в случае, если он оборудован автоматической коробкой передач.
Издание Motor.ru положительно отмечает интерьер автомобиля, в частности, высокой оценки удостоились кнопки, которые «нажимаются по-богатому приятно», а также кожаная отделка руля. Тем не менее, журналист замечает, что качество материалов, использованных в интерьере, невысоко — жёсткий пластик в салоне «почти везде». Отрицательно в издании оценили шумоизоляцию автомобиля, недостатки которой особенно сильно ощущаются при езде на заднем сиденье. Также при езде на заднем сиденье существенно сильнее ощущается тряска. Отмечается небольшая высота потолка над задним сиденьем, которая, по мнению журналиста, будет недостаточна пассажирам высокого роста. С положительной стороны отмечается управляемость автомобиля и работа электроусилителя руля с функцией нарастания усилия по мере увеличения скорости, что происходит «фантастически логично». Подвеска отмечается как сбалансированная: она подходит для езды по неровностям без снижения скорости. В то же время, в некоторых ситуациях возможна работа подвески до отбоя, что характеризуется как «адекватная плата» за хорошую управляемость. В целом издание приходит к выводу, что Hyundai Solaris 2-го поколения на российском автомобильном рынке — «наследный правитель».
В «Авто@Mail.ru» похвалили подвеску автомобиля, которая «играючи расправляется» с различными дорожными дефектами без признаков «раскачки» и бесшумно. Также похвалили в издании высокую эластичность двигателя объёмом 1,4 л, которая сопоставима с двигателем объёмом 1,6 л. Модернизированный двигатель объёмом 1,6 л в комбинации с автоматической коробкой передач в целом получил положительные оценки за исключением большой шумности при работе на высоких оборотах. «Главным недостатком» автомобиля издание считает, что в него «забыли положить шумоизоляцию», причём наиболее заметен этот недостаток в области колёсных арок — «там прослушивается всё». Критике также подверглись сиденья ввиду отсутствия боковой поддержки, отсутствия опоры в области поясницы сидений, отсутствие регулировки пассажирского сиденья высоте. В остальном автомобиль заслужил положительные оценки. Положительно охарактеризована кожаная отделка руля, присутствующая во многих комплектациях, а также кнопки управления аудиосистемой на руле даже в случае установки заводской «базовой» аудиосистемы. Издание констатирует, что с этим автомобилем Hyundai решил «откусить часть доли» на рынке седанов C-класса. Причём, по мнению издания, сложно назвать такие претензии необоснованными.

### Solaris HS
Solaris HS стал первой моделью бренда Solaris. Представляет собой версию Hyundai Solaris с китайской отделкой. Его продажи начались весной 2024 года в комплектациях Active Plus, Comfort, Elegance и Sportline. Также были внедрены пакеты опций Light, Winter, Prestige, Safety, Advanced № 1 и Advanced № 2.

## Награды
Получил всероссийскую премию «Лучший автомобиль 2023 года в „Малом классе“».

### Комментарии
1. ↑  Некоторые эксперты уточняют, что из-за длины корректнее относить автомобиль к подклассу B+ (см., например, «Внутренний мир: изучаем салоны самых популярных моделей» (недоступная ссылка) — Autonews.ru, «Преемник Skoda Octavia Tour будет стоить не дороже предшественника» Архивировано 1 октября 2012 года. — Колеса.ру, «Hyundai Solaris — на тест-драйве „Итогов“» Архивная копия от 22 января 2013 на Wayback Machine — журнал «Итоги»), тем не менее такой подкласс отсутствует в Европейской классификации (см. соответствующий документ Архивная копия от 4 марта 2016 на Wayback Machine). Идентичный по размерам (и не только) Hyundai Accent четвёртого поколения относится к классу субкомпактных автомобилей, то есть B-классу.

### Сноски
1. ↑  Hyundai Verna скоро появится в России. Motor Page (24 мая 2010). Дата обращения: 13 марта 2018. Архивировано 14 марта 2018 года.
2. ↑  Hyundai покажет автомобиль для России в августе. За рулём (30 июля 2010). Дата обращения: 13 марта 2018. Архивировано 14 марта 2018 года.
3. ↑  Hyundai раскрыла название «народного автомобиля» для России. Motor.ru (21 сентября 2010). Дата обращения: 13 марта 2018. Архивировано из оригинала 14 марта 2018 года.
4. 1 2  Hyundai Solaris пошёл в массовое производство. За рулём (17 января 2011). Дата обращения: 13 марта 2018. Архивировано 14 марта 2018 года.
5. ↑  В России стартовали продажи Hyundai Solaris. За рулём (9 февраля 2011). Дата обращения: 13 марта 2018. Архивировано 14 марта 2018 года.
6. ↑  Андрей Кочетов, Константин Якубов. Hyundai Solaris и седан Volkswagen Polo: Авангард или классика? За рулём (20 июня 2011). Дата обращения: 13 марта 2018. Архивировано 14 марта 2018 года.
7. ↑  Вадим Гагарин. Народные избранники. Hyundai Solaris против Renault Sandero. Авто@mail.ru (14 февраля 2012). Дата обращения: 13 марта 2018. Архивировано 14 марта 2018 года.
8. ↑  Hyundai Getz и i20 уйдут с российского рынка. За рулём (30 ноября 2010). Дата обращения: 13 марта 2018. Архивировано 14 марта 2018 года.
9. 1 2 3  Российский хетчбэк Hyundai Solaris засветился на испытаниях. За рулём (20 апреля 2011). Дата обращения: 13 марта 2018. Архивировано 14 марта 2018 года.
10. ↑  Hyundai Solaris теперь в кузове хетчбэк. Motor Page (4 мая 2011). Дата обращения: 13 марта 2018. Архивировано 14 марта 2018 года.
11. 1 2 3 4  Илья Хлебушкин. Стоит ли покупать Hyundai Solaris и Kia Rio на вторичном рынке? // Авторевю : журнал. — 2017. — № 10. Архивировано 16 марта 2018 года.
12. 1 2 3 4  Владимир Яковлев. Hyundai Solaris: место в центре. За рулём (28 января 2011). Дата обращения: 13 марта 2018. Архивировано 14 марта 2018 года.
13. ↑  Михаил Кулешов. Обновленный Hyundai Solaris: сохранить лицо. За рулём (21 августа 2014). Дата обращения: 13 марта 2018. Архивировано 14 марта 2018 года.
14. ↑  Воскресенский Сергей. Проверяем управляемость Hyundai Solaris. За рулём (2 августа 2011). Дата обращения: 15 марта 2018. Архивировано 16 марта 2018 года.
15. ↑  Сергеев Алексей. Hyundai Solaris с адаптированной подвеской. За рулём (20 сентября 2012). Дата обращения: 15 марта 2018. Архивировано 16 марта 2018 года.
16. 1 2 3 4  Юрий Ветров. Поле допуска // Авторевю : журнал. — 2011. — № 15—16. — С. 20...24. Архивировано 17 марта 2018 года.
17. ↑  Результаты ARCAP теста (2011) (англ.)
18. ↑  Hyundai Accent (англ.). ANCAP (23 апреля 2012). Дата обращения: 16 марта 2018. Архивировано 17 марта 2018 года.
19. ↑  Результаты ANCAP теста (2011) (англ.)
20. ↑  安全碰撞试验结果 (кит.). C-NCAP. Дата обращения: 16 марта 2018. Архивировано из оригинала 17 марта 2018 года.
21. ↑  2012 Hyundai Accent (англ.). NHTSA. Дата обращения: 16 марта 2018. Архивировано 17 марта 2018 года.
22. ↑  2013 Hyundai Accent 5 (англ.). NHTSA. Дата обращения: 16 марта 2018. Архивировано 17 марта 2018 года.
23. ↑  2014 Hyundai Accent 5 (англ.). NHTSA. Дата обращения: 16 марта 2018. Архивировано 17 марта 2018 года.
24. ↑  2015 Hyundai Accent 5 (англ.). NHTSA. Дата обращения: 16 марта 2018. Архивировано 17 марта 2018 года.
25. ↑  2016 Hyundai Accent (англ.). NHTSA. Дата обращения: 16 марта 2018. Архивировано 17 марта 2018 года.
26. 1 2  Сергей Иванов. Энергичный малый // Итоги : журнал. — 2011. — Январь (№ 03). Архивировано 22 января 2013 года.
27. 1 2  Вадим Гагарин. Hyundai Solaris. В чём секрет успеха? Авто@Mail.ru (19 января 2012). Дата обращения: 19 марта 2018. Архивировано 20 марта 2018 года.
28. 1 2  Владимир Мельников. Что лучше — Volkswagen Polo, Hyundai Solaris, Fiat Linea, или Renault Logan? // Авторевю : журнал. — 2011. — № 8. Архивировано 20 марта 2018 года.
29. 1 2 3  Кулешов Михаил. Обновленный Hyundai Solaris: сохранить лицо. За рулём (21 августа 2014). Дата обращения: 21 марта 2018. Архивировано 14 марта 2018 года.
30. ↑  Алексеева Елена. Новый Hyundai Solaris: стартовало производство в Санкт-Петербурге. За рулём (6 февраля 2017). Дата обращения: 24 марта 2018. Архивировано 24 марта 2018 года.
31. 1 2 3 4 5  Кулешов Михаил. Новый Hyundai Solaris — отец Креты. За рулём (10 марта 2017). Дата обращения: 24 марта 2018. Архивировано 25 марта 2018 года.
32. ↑  Пименов Илья. Hyundai Solaris 1.4: а он боец! За рулём (13 февраля 2017). Дата обращения: 24 марта 2018. Архивировано 25 марта 2018 года.
33. 1 2 3 4  Владимир Мельников. Новый Hyundai Solaris: 1.4 или 1.6? Тест по дорогам Псковской области // Авторевю : журнал. — 2017. — № 4. Архивировано 24 марта 2018 года.
34. 1 2 3 4  Михаил Николаенко. Наповал (14 февраля 2017). Дата обращения: 24 марта 2018. Архивировано 24 марта 2018 года.
35. 1 2 3 4 5 6  Вадим Гагарин. Новый Hyundai Solaris: первые реальные впечатления. Авто@Mail.ru (8 февраля 2017). Дата обращения: 24 марта 2018. Архивировано 25 марта 2018 года.
36. ↑  Игорь Владимирский. Новый Hyundai Solaris: комплектации и цены. Авторевю (16 февраля 2017). Дата обращения: 24 марта 2018. Архивировано 25 марта 2018 года.
37. ↑  Hyundai Solaris (2017). Авторевю. Дата обращения: 25 марта 2018. Архивировано 16 сентября 2018 года.
38. ↑  Юрий Ветров. Первый в мире независимый краш-тест седана Hyundai Solaris: есть рекорд! // Авторевю : журнал. — 2017. — № 9. Архивировано 25 марта 2018 года.
39. ↑  Результаты ARCAP теста (2017) (англ.)
40. ↑  Solaris подорожал вдвое. Петербургский завод начал отгрузки седанов HS дилерам. 74.ру - новости Челябинска (13 марта 2024). Дата обращения: 30 июня 2024. Архивировано 28 апреля 2024 года.
41. ↑  Solaris: модели и рекомендованные цены. Тинькофф Журнал (5 апреля 2024). Дата обращения: 30 июня 2024. Архивировано 6 августа 2024 года.